# Catedral de Cristo Rey (Guitega)
La Catedral de Cristo Rey  o bien Catedral de Cristo Rey de Guitega (en francés: Cathédrale du Christ-Roi de Gitega) es el nombre que recibe un edificio religioso que pertenece a la Iglesia católica y se localiza en la provincia de Guitega en el centro del país de africano de Burundi.
Sigue el rito latino o romano y funciona como la sede de la arquidiócesis de Guitega (en latín: Archidioecesis Kitegaensis) que fue creada el 10 de noviembre de 1959 mediante la bula "Cum parvulum" del Papa Juan XXIII como parte de la provincia eclesiástica de Guitega. 
El papa Juan Pablo II la visitó el 5 de septiembre de 1990 como parte de su recorrido por varios países africanos. Esta bajo la responsabilidad pastoral del arzobispo Simon Ntamwana.